# 久納美輝
久納 美輝（くのう よしき、1994年 -）は、日本の歌人、詩人。名古屋市出身。

## 経歴・人物
愛知淑徳大学メディアプロデュース学部メディアプロデュース学科クリエイティブライティングコース（現、創造表現学部創造表現学科創作表現専攻）卒業。在学中に文芸同人誌『みみずく』を創刊主宰。卒業後、書店七月堂刊行の詩誌『インカレポエトリ』に参加。
2017年1月、歌論「孤独者としての寺山修司」により中部日本歌人会六十周年記念歌論賞佳作を受賞。同年3月には短歌結社まひる野に入会し、島田修三に師事。2019年11月、まひる野会員の立花開とともに同人短歌アンソロジー『くわしんふう』を刊行。2021年8月、短歌詠30首「嬌声と黙（もだ）」により結社新人賞である第66回まひるの賞を受賞。

## 作品リスト

### 詩集
- 『アイスバーン』(七月堂、2021年3月）ISBN 978-4-87944-436-3

### アンソロジー収録作品
「」内が久納の作品
- 『中部日本歌集 第61集』（中部日本歌人会、2017年11月） 「オオサカ奇譚」(7首)
- 『中部日本歌集 第62集』（中部日本歌人会、2018年11月） 「酔客」(7首)
- 『中部日本歌集 第63集』（中部日本歌人会、2019年11月） 「モーターガレージ」(7首)
- 『中部日本歌集 第64集』（中部日本歌人会、2020年11月） 「だいじょぶだぁ」(7首)
- 『中部日本歌集 第65集』（中部日本歌人会、2021年11月） 「映画みたいに激しくて」(7首)
- 『中部日本歌集 第66集』（中部日本歌人会、2022年11月） 「満月の面(おもて)」(7首)

### 商業誌掲載作品
詩作品
- 「アイスバーン」 - 『現代詩手帖』2021年12月号（思潮社）
- 「酸性雨」 - 『現代詩手帖』2024年4月号（思潮社）

短歌詠
- 「爆ぜてゆく日々」(5首+エッセイ) - 『短歌往来』2021年10月号（ながらみ書房）
- 「我が母校での思い出」(1首+エッセイ) - 『短歌総合新聞 梧葉』vol.74 2022年夏号（梧葉出版）
- 「ルドンの眼(まなこ)」(5首+コメント) - 『短歌』2022年9月号（KADOKAWA）
- 「三月の雪」(7首) - 『短歌』2025年5月号（KADOKAWA）

エッセイなど
- 「大学短歌会が行く!（15）愛知淑徳大学短歌会」 - 『短歌』2016年7月号（KADOKAWA）[9]
- 「第五回大学短歌バトル 2019 観戦記」 - 『短歌』2019年5月号（KADOKAWA）
- 「削ったり、足したり」 - 『短歌』2023年7月号（KADOKAWA）